# Código de área 209

Mapa de los códigos de áreas en California mostrados en azul y en rojo el 209

209 es el código de área norteamericano para el norte de California que cubre Stockton, Modesto, Turlock, Merced, Winton, Atwater, Livingston, Manteca, Tracy, Lodi, Sonora, San Andreas, al igual que el norte del Valle de San Joaquín (parte del Valle Central de California), y Sierra Foothills. Fue creado para dividir el código de área 916 en 1958. La parte sur fue dividida en el código de área 559 cuando el 209 fue dividido el 14 de noviembre de 1998.

## Condados
Los condados servidos en esta zona son:
Alpine, Amador, Calaveras, El Dorado, Mariposa, Merced, Sacramento, San Joaquín, Stanislaus, Tuolumne

## Pueblos y ciudades
Acampo, Big Oak Flat, Burson, Ceres, Chinese Camp, Clements, Columbia, Crows Landing, Dardanelle, Denair, El Portal, Empire, Escalon, Farmington, French Camp, Galt, Groveland, Hathaway Pines, Herald, Hickman, Holt, Hornitos, Hughson, Jamestown, Keyes, Kit Carson, La Grange, Lathrop, Linden, Lockeford, Lodi, Long Barn, Manteca, Mi Wuk Village, Midpines, Moccasin, Modesto, Mount Aukum, Mountain House, Newman, Oakdale, Patterson, Pinecrest, Ripon, River Pines, Riverbank, Salida, Santa Rita Park, Sheep Ranch, Sonora, Soulsbyville, Standard, Stevinson, Stockton, Thornton, Tracy, Tuolumne, Turlock, Twain Harte, Vernalis, Victor, Waterford, Westley, Wilseyville, Woodbridge y el Parque nacional de Yosemite

### Condado de Alpine
- Kirkwood

### Condado de Amador
- Amador City
- Buckhorn
- Buena Vista
- Drytown
- Fiddletown
- Ham's Station
- Ione
- Jackson
- Martell
- Pine Grove
- Pioneer
- Plymouth
- Sutter Creek
- Volcano

### Condado de Calaveras
- Altaville
- Angels Camp
- Arnold
- Avery
- Calaveritas
- Campo Seco
- Cave City
- Copperopolis
- Dorrington
- Douglas Flat
- Forest Meadows
- Fourth Crossing
- Glencoe
- Jenny Lind
- Jesús María
- Mokelumne Hill
- Mountain Ranch
- Murphys
- Paloma
- Rail Road Flat
- Rancho Calaveras
- San Andreas
- Sandy Gulch
- The Shores of Poker Flat
- Vallecito
- Valley Springs
- Wallace
- West Point

### Condado de El Dorado
- Strawberry

### Condado de Mariposa
- Bootjack
- Buck Meadows
- Catheys Valley
- Coulterville
- Mariposa
- Wawona
- Yosemite Valley

### Condado de Merced
- Atwater
- Ballico
- Cressey
- Delhi
- Dos Palos
- El Nido
- Gustine
- Hilmar
- Le Grand
- Livingston
- Los Baños
- Merced
- Planada
- Santa Nella
- Snelling
- South Dos Palos
- Winton

### Condado de Sacramento
- Galt
- Herald

### Condado de San Joaquín
- August
- Banta
- Country Club
- Escalón
- Farmington
- French Camp
- Garden Acres
- Kennedy
- Lathrop
- Lincoln Village
- Linden
- Lockeford
- Lodi
- Manteca
- Morada
- Mountain House
- North Woodbridge
- Ripon
- South Woodbridge
- Stockton
- Taft Mosswood
- Tracy
- Victor

### Condado de Stanislaus
- Bret Harte
- Bystrom
- Ceres
- Del Rio
- Denair
- East Oakdale
- Empire
- Grayson
- Hickman
- Hughson
- Keyes
- Knights Ferry
- Modesto
- Newman
- Oakdale
- Patterson
- Riverbank
- Riverdale Park
- Salida
- Shackelford
- Turlock
- Waterford
- West Modesto
- Westley

### Condado de Tuolumne
- Chinese Camp
- Columbia
- Confidence
- East Sonora
- Groveland-Big Oak Flat
- Jamestown
- Mi-Wuk Village
- Moccasin
- Mono Vista
- Phoenix Lake-Cedar Ridge
- Pine Mountain Lake
- Sonora
- Soulsbyville
- Tuolumne City
- Twain Harte